# Смилецина
Смилецина (буг. Смилцена) је била бугарска царица, супруга цара Смилеца.

## Биографија
Смилецина Палеологина је била ћерка севастократора Константина Палеолога, полубрата Михаила VIII Палеолога, и његове супруге Ирине Комнине Ласкарина Бранаине. У историјској науци познатија је само као Смилецина, на бугарском жена Смилеца. Смилец је дошао на престо Бугарског царства 1292. године, а нова царица је прешла у краљевску палату у Трнову. Муж јој је умро 1298. године, а наследио га је син Јован II. Смилецина је преузела владавину као царица-регент, јер је Јован још увек био дете. Царица је однела победу над Смилецовом браћом Радославом и Војсилом који су се склонили у Византију и ступили у службу цара Андроника II. Како би избегла претњу Смилецове браће и претњу монголског кана Чаке, Смилецина је склопила савез са Алдимиром, братом некадашњег бугарског цара Ђорђа I Тертера, кога је Смилец свргнуо са власти. Алдимир се оженио Смилецином ћерком Марином. Смилецина му је доделила титулу деспота и обдарила га Крнском деспотовином. Смилецина је 1299. године безуспешно покушавала да осујети склапање савеза између византијског цара Андроника и српског краља Милутина који је учвршћен браком Милутина и принцезе Симониде. Међутим, Смилецина је успела да уговори брак између Милутиновог сина Стефана Дечанског и своје ћерке Теодоре. Пред Чака каном, Смилецина и Јован склањају се на двор Алдимира у Крну. Тамо су вероватно остали и током доласка на власт Теодора Светослава 1300. године. Убрзо је Алдимир склопио савез са Теодором Светославом. Његова деспотовина је увећана. Смилецина и Јован приморани су да напусте Крн. Побегли су у Цариград, на двор византијског цара. Смилецина је наставила да игра активну улогу у политичком животу. Године 1305. Алдимир је ушао у преговоре са Византинцима против Теодора Светослава. Смилецина је играла активну улогу у преговорима. Међутим, Алдимир је у сукобу са бугарским царем поражен и уклоњен из политичког живота.

## Потомство
Смилецина је била удата за бугарског цара Смилеца. Имали су троје деце:
- Марина (умрла 7. априла 1355)
- Теодора (умрла 22. децембра 1320)
- Јован II